# Mauro Boni
Mauro Boni (Mozzanica, 3 de noviembre de 1746-Reggio Emilia, 4 de enero de 1817 fue un jesuita y erudito italiano.

## Vida
Enseñó literatura y retórica a los escolares jesuitas en Alemania. Tras la supresión de la Compañía de Jesús (1773), Boni volvió a Mozzanica, donde fue capellán de la escuela San Marco; después, fue sucesivamente profesor de literatura en el seminario de Crema, vicerrector de un instituto de educación y preceptor en la casa Giustiniani de Venecia. Aquí reunió un gran número de códices antiguos, documentos y monedas, y publicó varias obras eruditas. A la restauración de la Compañía de Jesús (1814), Boni reentró en ella, y fue bibliotecario maestro de novicios en Reggio Emilia.

## Obras
- Degli autori classici sacri profani greci e latini biblioteca portatile [con Bartolommeo Gamba], 2 v. (Venecia, 1793).
- Lettere sui primi libri a stampa di alcune città e terre dell'Italia superiore (Venecia, 1794).
- Series monetae romanae universae... (Venecia, 1801).